# 凹舌兰属
凹舌兰属（学名：Coeloglossum），又名窩舌蘭屬，是兰科下的一个属，为陆生兰。唯一一种是凹舌兰，分布于北温带。